# Classe Doğan
I pattugliatori della Marina militare turca della classe Doğan sono delle motocannoniere missilistiche del tipo FPB-47, unità litoranee veloci sviluppate e costruite dagli stabilimenti tedeschi Friedrich Lürssen Werft di Brema-Vegesack, versione destinata all'esportazione delle unità della classe Albatros della Bundesmarine. 
La Turchia è stato il primo committente per queste unità e ha commissionato ai cantieri tedeschi ben dieci di queste unita di attacco veloci in tre sottoclassi: Classe Doğan, Rüzgar e Yıldız.

## Caratteristiche
Le unità della classe Doğan furono le prime ad essere state commissionate dalla Turchia e sono entrate in servizio tra dicembre 1977 e maggio 1981. La prima unità realizzata in Germania negli stabilimenti Friedrich Lürssen Werft di Brema-Vegesack e le successive in Turchia nel cantiere navale Taşkızak di Istanbul. .
Le unità della classe Doğan hanno un dislocamento di 443 tonnellate a pieno carico e sono dotate di propulsione diesel con quattro motori MTU 16V956 TB91 che sviluppano una (potenza totale di 12.000 hp collegati a quattro eliche, con una velocità massima di 38 nodi ed un'autonomia 700 miglia ad una velocità di 35 nodi, di 1.600 miglia a 32.5 nodi, di 1.550 miglia a 30 nodi e 3.300 miglia a 16 nodi.
L'armamento artiglieresco è costituito da un cannone prodiero Otobreda da 76/62 Compatto, un cannone poppiero Oerlikon/Oto da 35 mm binato e due mitragliatrici calibro 7,62 mm; l'armamento missilistico costituito da due lanciamissili per missili SSM Harpoon.
L'elettronica di bordo costituita da radar di navigazione Decca 1226 e due radar di controllo del fuoco Thales WM 28/41 e LIOD Mk.2, mentre le contromisure elettroniche sono costituite da due lanciadecoys RL da un sistema EW MEL SUSIE-1 di intercettazione.
L'equipaggio costituito da sei ufficiali, ventidue tra sottufficiali e sergenti, undici graduati e sei tra i marinai comuni.

## Unità
| Türk Deniz Kuvvetleri - Classe Doğan | Türk Deniz Kuvvetleri - Classe Doğan | Türk Deniz Kuvvetleri - Classe Doğan | Türk Deniz Kuvvetleri - Classe Doğan | Türk Deniz Kuvvetleri - Classe Doğan | Türk Deniz Kuvvetleri - Classe Doğan |
| Sigla                                | Nome                                 | Cantiere                             | Varo                                 | Entrata in servizio                  | Stato attuale                        |
| ------------------------------------ | ------------------------------------ | ------------------------------------ | ------------------------------------ | ------------------------------------ | ------------------------------------ |
| P-340                                | Doğan                                | Lürssen                              | 16 giugno 1976                       | 23 dicembre 1977                     | In servizio                          |
| P-341                                | Marti                                | Taşkızak                             | 28 luglio 1977                       | 1 agosto 1978                        | In servizio                          |
| P-342                                | Tayfun                               | Taşkızak                             | 19 luglio 1979                       | 10 luglio 1980                       | In servizio                          |
| P-343                                | Volkan                               | Taşkızak                             | 11 agosto 1980                       | 12 maggio 1981                       | In servizio                          |